# Biatora hypophaea

Biatora hypophaea Printzen y Tønsberg,  es una especie de liquen crustáceo de la familia Ramalinaceae que vive principalmente en la superficie de la corteza de árboles (corticícola). Esta especie presenta un color gris a verde claro en sus superficie, hialino y raramente verde en el epitecio y marrón a amarillo terroso en el hipotecio. Por lo general Biatora hypophaea no presenta soredios en su superficie; la reproducción tiene lugar solo por parte del micobionte mediante ascosporas oblongas no septadas o uniseptadas de entre 8 y 14 micras de diámetro generadas en conidios baciliformes. En esta especie aparecen como metabolitos secundarios de la simbiosis las consideradas como sustancias liquénicas argopsina y norargopsina.